# Stenoperla prasina
Stenoperla prasina är en bäcksländeart som först beskrevs av Newman 1845.  Stenoperla prasina ingår i släktet Stenoperla och familjen Eustheniidae. Inga underarter finns listade i Catalogue of Life.